# シーブルック・クリスプス
シーブルック・クリスプス（英: Seabrook Crisps）は、イギリス・ブラッドフォードのシーブルック・クリスプス社が製造しているクリスプス（ポテトチップス）。英: Seabrook'sとも。
イギリスで最も歴史のあるポテトチップスの一つであり、イギリス初の波型ポテトチップス。

## 沿革
ある日チャールズ・ブルック(英: Charles Brook)は写真屋へ写真を取りに行ったとき、その店主がラベルに"C.Brook"ではなく"Seabrook"と付けていたことに気づいた。1939年チャールズがブラッドフォードでフィッシュ・アンド・チップス店を開業した際、それを思い出し店名をSeabrookとした。
1945年チャールズとその息子コリン・ブルックはフライヤーを使って波型クリスプスを開発した。これがシーブルック・クリスプスになる。1949年運営会社を設立、1956年アラートンで工場を開く。1978年新たにプリンスビル地区に土地を購入し、1980年新工場が竣工した。
2007年、新フレーバーを発売した際に、創設以来初めてとなる大プロモーション活動を行った。
2018年、カルビーの現地子会社カルビーUKが同社を買収している。

## 商品
2007年資料によると、原料のジャガイモはヨークシャー・リンカンシャー・ノーフォークの農場から年間約16,000トン確保している。イギリスで初めてヒマワリ油を用いたポテトチップスである。海塩を用いている。2回噛んで口の中でとろけるような食感の、軽いポテトチップスに仕上げている。2018年時点で売上高3千万ポンド。
以下2020年時点での定番フレーバーを示す
| - Sea Salted - Sea Salt & Vinegar - Prawn Cocktail - Cheese & Onion | - Beefy - Cream Cheese & Chives - Canadian Ham - Lamb & Mint |